# HP iPAQ h6300
Las HP iPAQ serie h6300 son una gama de PDAs del tipo PocketPC combinado con un Teléfono inteligente, fabricadas y distribuidas por Hewlett Packard, siendo las primeras de su tipo de la gama iPAQ. 

## Modelos disponibles en el mercado
Tras varios rumores, un informe de la Federal Communications Commission publicado en junio de 2004 confirmó sus características.
En total se lanzaron los siguientes modelos :
- HP iPAQ h6310
- HP iPAQ h6315
- HP iPAQ h6320
- HP iPAQ h6325
- HP iPAQ h6340
- HP iPAQ h6345
- HP iPAQ h6360
- HP iPAQ h6365

El h6315 fue distribuido por T-Mobile en Europa y Estados Unidos, mientras que el h6340 lo fue por Vodafone

## Galería

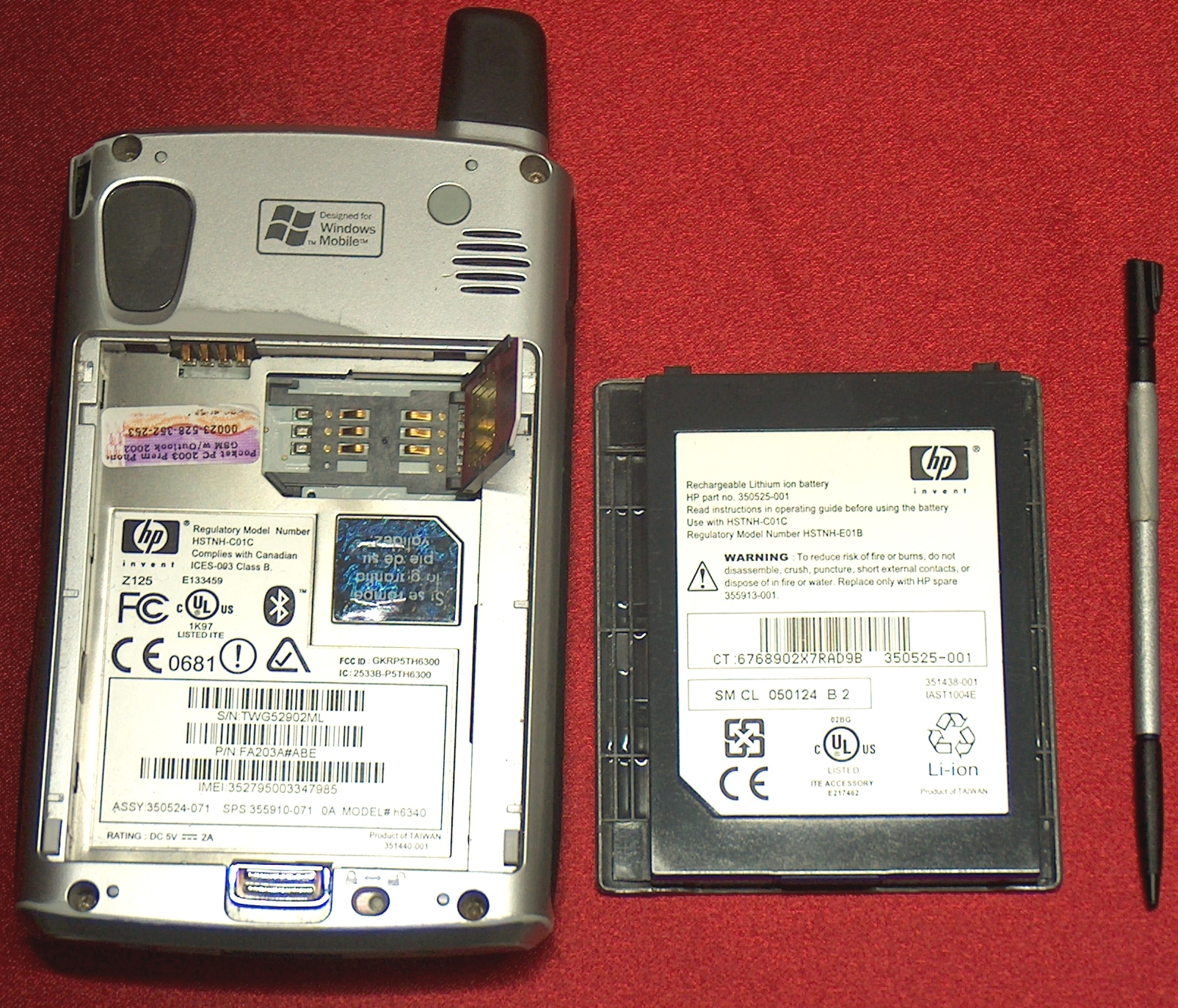

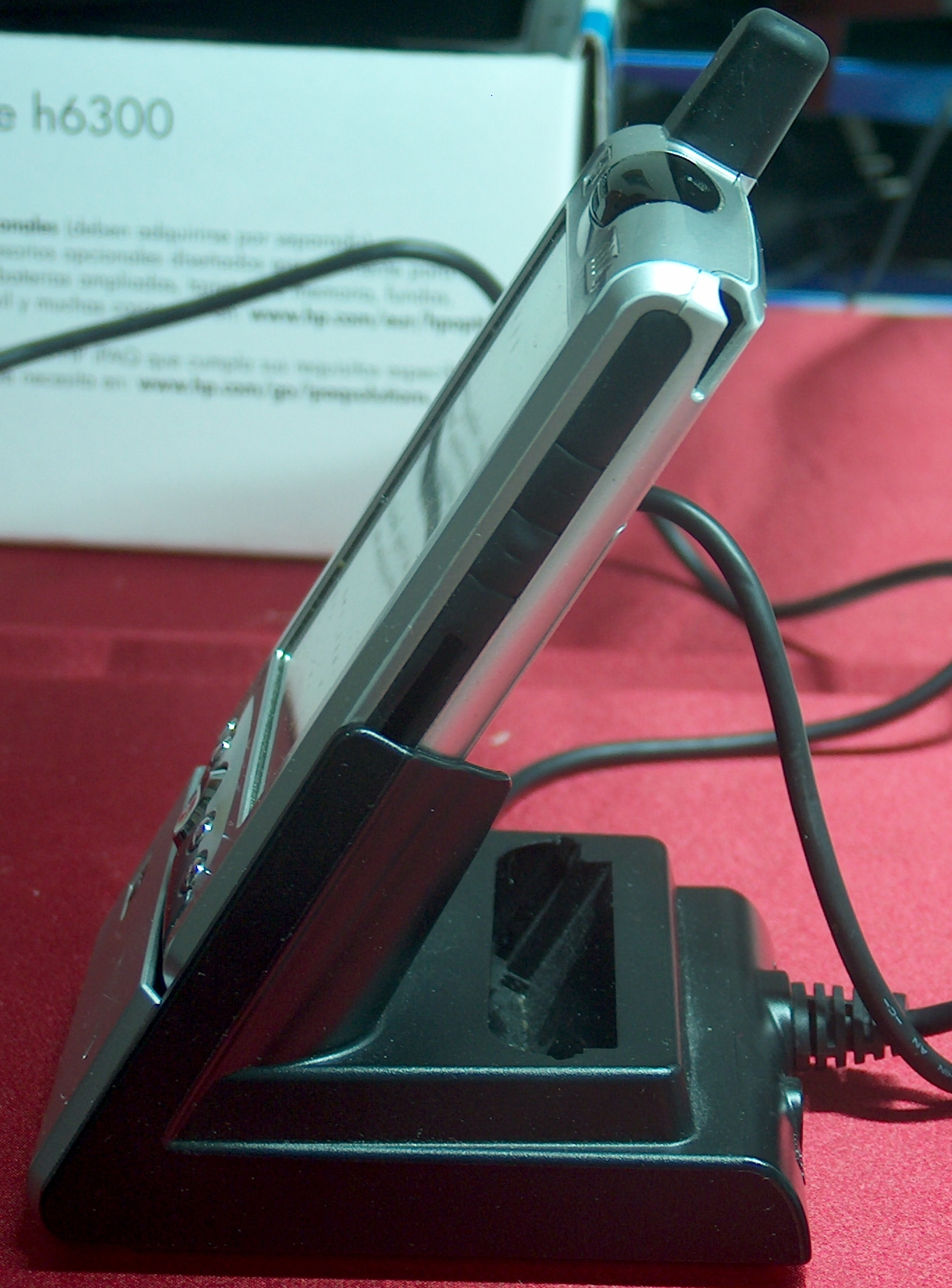